# Hrabstwo Phillips (Kansas)

Piramida wieku hrabstwa

Hrabstwo Phillips – hrabstwo położone w USA w stanie Kansas z siedzibą w mieście Phillipsburg. Założone 26 lutego 1867 roku.

## Miasta
- Phillipsburg
- Logan
- Agra
- Kirwin
- Long Island
- Prairie View
- Glade
- Speed

## Park Narodowy
- Kirwin National Wildlife Refuge

## Sąsiednie Hrabstwa
- Hrabstwo Harlan
- Hrabstwo Franklin
- Hrabstwo Smith
- Hrabstwo Rooks
- Hrabstwo Graham
- Hrabstwo Norton